# Щепетильников, Аркадий Николаевич
Аркадий Николаевич Щепетильников (род. 11 июля 1930 года) — советский государственный и хозяйственный деятель. Кандидат в члены ЦК КПСС в 1986—1990 годах. Депутат Верховного Совета СССР 11-го созыва.

## Биография
Родился 11 июля 1930 года в г. Чистяково Донецкой области..
В 1951 году окончил Новочеркасский архитектурно-планировочный техникум по специальности техник-архитектор-планировщик и в 1954 году Высшие инженерные курсы при Ростовском-на-Дону инженерно-строительном институте по специальности инженер-строитель.
- 1946—1948 — разнорабочий, мастер, техник СУ треста «Ростовжилстрой», Каменский район Ростовская область.
- 1954—1957 — начальник производственно-технического отдела, главный инженер СУ треста «Болоховуголь», Киреевск Тульская область.
- 1957—1959 — начальник СУ треста «Красноармейскшахстрой», Новогродовка Донецкая область.
- 1959—1961 — начальник технического отдела, главный инженер треста «Донецкжилстрой», Донецк.
- 1961—1964 — управляющий трестом «Красноармейскжилстрой», Красноармейск.
- 1964—1966 — начальник комбината «Донецкжилстрой».
- 1966—1968 — управляющий особым строительно-монтажным трестом «Укрстрой», Ташкент.
- 1968—1979 — заместитель, первый заместитель министра промышленного строительства Украинской ССР.
- 1979—1981 — министр монтажных и специальных строительных работ Украинской ССР.
- 1981—1985 — министр промышленного строительства Украинской ССР.
- 1985—1986 — министр промышленного строительства СССР.
- 1986—1989 — министр строительства в южных районах СССР.
- 1989—1990 — министр строительства в южных районах РСФСР.
- 1990—1991 — торговый представитель СССР в Ливии.

## Награды
- орден Ленина
- два ордена Трудового Красного Знамени
- орден «Знак Почёта»
- Лауреат Государственной премии СССР
- Заслуженный строитель Узбекской ССР
- Заслуженный строитель УССР.